# Catetinho
Het Catetinho (Portugees: Palácio do Catetinho) is een appartementsgebouw in de Braziliaanse stad Gama, ontworpen door Oscar Niemeyer en gebouwd in 1956.

## Geschiedenis
Voordat het regeringscentrum gereed was, had president Kubitschek zijn residentie in de Catetinho in Gama.

## Galerij

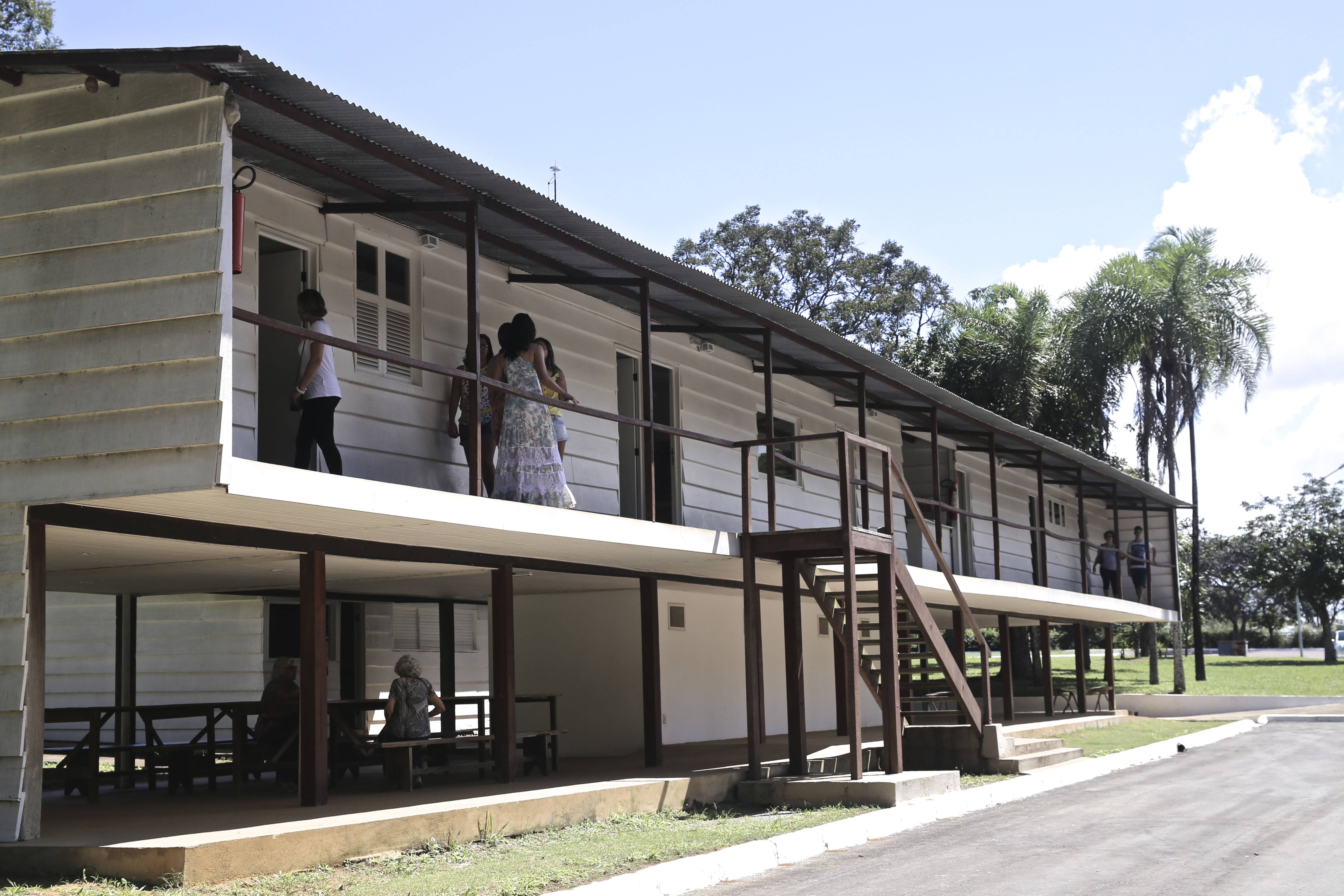
Het Catetinho
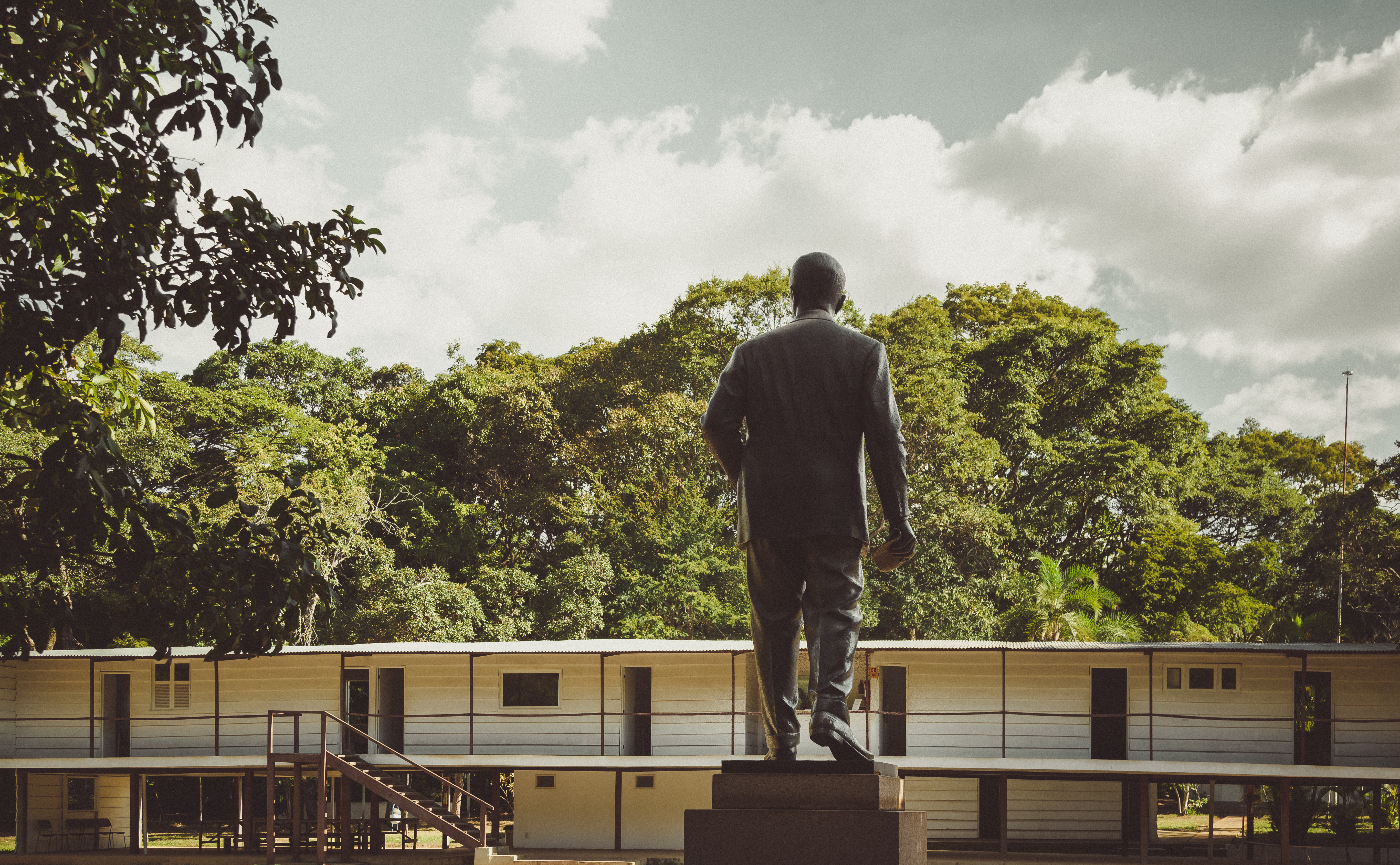
Monument van president Kubitschek voor het Catetinho